# کاروان‌بندی
در حمل و نقل، کاروان بندی یا حرکت گروهی (Platoon (automobile)) روشی است برای هدایت گروهی از وسایل نقلیه یه صورت هماهنگ طراحی شده است. این روش با استفاده از یک سیستم بزرگراه خودکار با هدف افزایش ظرفیت جاده‌ها پیاده‌سازی می‌شود.
در این سیستم، فاصله بین خودروها یا کامیون‌ها با کمک اتصال‌های الکترونیکی و گاهی مکانیکی کاهش می‌یابد. این قابلیت به خودروها یا کامیون‌های متعدد امکان می‌دهد که به طور همزمان شتاب بگیرند یا ترمز کنند. همچنین، این سیستم با حذف زمان واکنش که نیازمند واکنش های انسانی است، امکان نزدیکی بیشتر وسایل نقلیه را فراهم می‌سازد.
استفاده از توانایی کاروان بندی ممکن است نیازمند تهیه و خرید وسایل نقلیه جدید باشد و یا در برخی موارد بتوان آن را روی وسایل نقلیه موجود نصب کرد.  به دلیل مهارت های جدیدی که برای استفاده از این وسایل نیاز است ومسئولیت بیشتری که در رهبری گروه به آن‌ها سپرده می‌شود رانندگان احتمالاً باید یک مجوز ویژه دریافت کنند.
خودروهای هوشمند با استفاده از هوش مصنوعی قادر خواهند بود به طور خودکار به کاروان‌ها بپیوندند یا از آن‌ها جدا شوند. یکی از پیشنهادهای مرتبط، سیستم بزرگراه خودکار است که در آن خودروها در گروه‌هایی شامل 8 تا 25 خودرو سازماندهی می‌شوند.

## مزایای احتمالی
- افزایش صرفه‌جویی در مصرف سوخت با کاهش مقاومت هوا ، کاهش نیاز به شتاب‌گیری، کاهش سرعت و توقف برای حفظ جریان ترافیک
- کاهش تراکم ترافیک
- کاهش مدت زمان رفت‌وآمد در ساعات اوج ترافیک
- در سفرهای طولانی در بزرگراه‌ها، خودروها می‌توانند عمدتاً بدون نیاز به نظارت برای پیروی کردن از قوانین حرکت کنند.
- شارژ خودرو به خودرو[۲]

## معایب احتمالی
- برخی از سیستم‌های مورد نیاز در ترافیک ممکن است دچار مشکل شوند. زیرا توسط رایانه‌های از راه دور هک شوند و این امر شرایط خطرناکی را ایجاد می‌کند [۳][۴][۵][۶]
- رانندگان ممکن است کنترل کمتری بر رانندگی خود داشته باشند و تحت تسلط نرم‌افزارهای رایانه‌ای یا راننده پیشرو قرار بگیرند
- رانندگان ممکن است کمتر از حد معمول به اطرافشان توجه کنند و اگر نرم‌افزار یا سخت‌افزار دچار مشکل شود، نتوانند سریعاً به شرایط بحرانی واکنش مناسب نشان دهند
- فاصله نزدیک بین خودروها به رانندگان زمان کافی برای واکنش به خطرات در صورت خرابی نرم‌افزار یا سخت‌افزار نمی‌دهد
- کاروان‌بندی فقط زمانی ممکن است که تعدادی کافی از وسیله نقلیه با همان نرم‌افزار با هم حرکت کنند و در شرایط دنیای واقعی که انواع مختلفی از خودروها وجود دارد، ممکن است دشوار باشد.
- تعاملات بین وسایل نقلیه در حال کاروان‌بندی شده و غیر کاروان‌بندی شده در شرایط دنیای واقعی ممکن است دشوار باشد، به دلیل تفاوت در فاصله ایمنی و زمان واکنش، سبک‌های متفاوت رانندگی و احتمال مسدود شدن، تغییر خط و ترافیک در حال ادغام توسط یک کاروان.
- در صورت تصادف ترافیکی با وسیله نقلیه پیشرو، ممکن است کل کاروان به دلیل کاهش فاصله ی بین خودروها در یک چندین وسیله نقلیه گرفتار تصادف بشوند.
- فاصله نزدیک خودروهای کاروان‌بندی ممکن است باعث شود که نزدیک شدن زیاد به خودرو ها در میان رانندگان وسایل نقلیه غیر کاروان‌بندی  عادی شود و رفتارهای پرخطر در رانندگی آنها افزایش یابد.

## سیستم بزرگراه خودکار
سیستم بزرگراه خودکار (AHS :automated highway system) یا جاده هوشمند، یک فناوری سیستم حمل‌ونقل هوشمند است که برای حرکت خودروهای بدون راننده بر روی مسیرهای خاص طراحی شده است. این سیستم معمولاً به‌عنوان روشی برای کاهش تراکم ترافیک توصیه می‌شود، زیرا می‌تواند.  فاصله‌های زمانی بین خودروها را به‌شدت کاهش دهد و به یک بخش از جاده این امکان را می‌دهد که تعداد بیشتری خودرو را جابجا کند.

### اصول و قوانین
در یکی از طرح‌ها، جاده دارای میخ‌های استیل ضدزنگ مغناطیسی است که به فاصله یک متر از مرکز جاده نصب شده‌اند. خودرو با حس کردن این میخ‌ها، سرعت خود را اندازه‌گیری کرده و مرکز مسیر را پیدا می‌کند. میخ‌ها می‌توانند به سمت شمال یا جنوب مغناطیسی قرار بگیرند و داده‌های دیجیتال کمی را به جاده ارسال کنند که تقاطع‌ها و سرعت‌های توصیه‌شده را توضیح می‌دهند.
خودروها دارای سیستم فرمان برقی و کنترل سرعت خودکار هستند که توسط کامپیوترها کنترل می‌شوند
این خودروها خود را در کاروان‌هایی از 8 تا 25 خودرو سازماندهی می‌کنند. خودروهای داخل هر کاروان به فاصله یک متر از یکدیگر حرکت می‌کنند تا مقاومت هوا به حداقل برسد. فاصله بین کاروان‌ها برابر با فاصله ترمز متعارف وتنظیم شده است و در صورت بروز مشکل، حداکثر تعداد خودروهای آسیب‌دیده باید یک کاروان باشد.
یک نمای کلی از سیستم‌های کاروان‌بندی در مقاله (Bergenhem) ارائه شده است 
کاروان‌بندی کامیون‌ها به‌عنوان مفهوم و برنامه ای برای کاهش مصرف انرژی تریلی ها و بهبود قابلیت اجرایی تریلی های الکتریکی پیشنهاد شده است.

### توسعه اولیه
تحقیقات در زمینه سیستم بزرگراه خودکار (AHS) توسط تیمی از دانشگاه ایالتی اوهایو به رهبری رابرت ای. فنتون (Robert E. Fenton) آغاز شد و بودجه  آن از اداره بزرگراه‌های فدرال ایالات متحده تأمین میشد. اولین وسیله نقلیه خودکار آنها در سال 1962 ساخته شد و به‌عنوان اولین وسیله نقلیه زمینی که دارای یک کامپیوتر است شناخته می‌شود. فرمان، ترمز و سرعت این خودرو از طریق الکترونیک داخلی کنترل می‌شد که صندوق عقب، صندلی عقب و بیشتر بخش جلویی خودرو را پر کرده بود. تحقیقات در دانشگاه ایالتی اوهایو تا اوایل دهه 1980ادامه یافت  تا زمانی که بودجه فدرال قطع شد.

### استقرارها

#### ایالات متحده
پروژه اتحادیه سیستم بزرگراه خودکار ملی (NAHSC) که توسط وزارت حمل‌ونقل ایالات متحده (USDOT) حمایت می‌شد، در سال 1997در شهرستان سن دیه‌گو، کالیفرنیا در طول بزرگراه بین ایالتی 15 آزمایش شد. با این حال با وجود موفقیت فنی این برنامه، سرمایه‌گذاری بیشتر به سمت خودروهای هوشمند خودران سوق پیدا کرده است تا ساخت زیرساخت‌های تخصصی. سیستم AHS تکنولوژی حسگری را در خودروها نصب می‌کند که قادر است علائم جاده‌ای غیرفعال را بخواند و با استفاده از رادار و ارتباطات بین خودروها، خودروها را بدون نیاز به دخالت رانندگان سازماندهی کند. یک سیستم مشابه کنترل خودرکار کروز توسط شرکت‌های مرسدس بنز (Mercedes-Benz) ، بی‌ام‌ و ( BMW) ، فولکس‌واگن ( Volkswagen) و تویوتا (Toyota) در حال توسعه است.
در سال 2013، اداره بزرگراه‌های فدرال دو پروژه تحقیقاتی در زمینه کاروان‌بندی کامیون‌های سنگین (بدون اتوماسیون فرمان) را تأمین مالی کرد. یکی از این پروژه‌ها تحت رهبری دانشگاه آبرن [1]  و با مشارکت پیتربیلت (Peterbilt) ، انجمن حمل‌ونقل کامیون آمریکایی (American Trucking Associations)،  ( Meritor Wabco) ،  Peloton Technology  در حال انجام است و دیگری تحت رهبری اداره حمل‌ونقل کالیفرنیا با همکاری دانشگاه کالیفرنیا، برکلی و کامیون‌های ولوو اجرا می‌شود.

##### کاروان‌های جاده‌ای ایمن برای محیط زیست (SARTRE)
SARTRE : Safe Road Trains for the Environment
یک پروژه تأمین مالی‌شده توسط کمیسیون اروپا است که هدف آن بررسی اجرای سیستم کاروان‌بندی در بزرگراه‌های اروپایی بدون تغییرات خاص است. این پروژه در سپتامبر 2009 آغاز شد و در آن سیستم کاروان‌بندی به‌گونه‌ای طراحی شده است که یک راننده حرفه‌ای در یک وسیله نقلیه پیشرو، رهبری صف خودروهایی که به‌دقت دنبال می‌کنند را بر عهده دارد. هر وسیله نقلیه پیرو به‌طور خودکار فاصله، سرعت و جهت خود را اندازه‌گیری کرده و خود را با وسیله نقلیه جلویی تطبیق می‌دهد. زمانی که خودروها وارد کاروان می‌شوند، رانندگان می‌توانند در حین حرکت کاروان به سمت مقصد طولانی خود، کارهای دیگری انجام دهند. تمامی خودروها می‌توانند از کاروان جدا شوند و در هر زمانی از صف خارج شوند.
در ژانویه 2011، SARTRE اولین نمایش موفقیت‌آمیز تکنولوژی کاروان‌بندی خود را در میدان آزمایشی ولوو نزدیک گوتنبرگ، سوئد، برگزار کرد که در آن یک کامیون پیشرو توسط یک خودرو دنبال می‌شد. در ژانویه 2012، SARTRE دومین نمایش را در بارسلون، اسپانیا برگزار کرد که در آن یک کامیون پیشرو توسط سه خودرو کاملاً خودران در سرعت‌های پایین تا 90 کیلومتر در ساعت با فاصله‌ای حداکثر 6 متر دنبال می‌شد. شرکت‌های ولوو تراکس ( Volvo Trucks)  و Volvo Car Corporation در این پروژه مشارکت داشتند.

#### چالش کاروان‌بندی کامیون‌های اتحادیه اروپا
در سال 2016، در طول زمانی که هلند ریاست اتحادیه اروپا را در دست داشت،  این کشور چالش کاروان‌بندی کامیون‌های اروپایی را برگزار کرد که در آن شش برند از کامیون‌های خودکار از  جمله  DAF Trucks ، Daimler Truck ، MAN Truck & Bus Scania AB، Iveco،  Volvo Trucks  از جاده‌های عمومی چندین شهر اروپایی به سمت هلند حرکت کردند.

##### ژاپن
در ژانویه 2018، برای اولین بار کامیون‌هایی از تولیدکنندگان مختلف در بزرگراه شین-تومئی (Shin-Tomei Expressway) ژاپن با سیستم کاروان‌بندی حرکت کردند.
در فوریه 2021، وزارت اقتصاد، تجارت و صنعت (METI) و وزارت زمین، زیرساخت، ترابری و گردشگری  (MLIT) موفق شدند کامیون‌ها را در بخشی از بزرگراه Shin-Tomei Expressway در یک کاروان به حرکت درآورند که در این کاروان هیچ راننده‌ای در کامیون دوم یا کامیون‌های بعدی حضور نداشتند و تنها کارکنان برای اهداف امنیتی در صندلی مسافر حاضر بودند.

##### کره جنوبی
در نوامبر 2019، گروه هیوندای موتور اولین کاروان‌بندی کامیون‌ها را در کره بر روی یک بزرگراه اجرا کرد. در این نمایش : کاروان‌بندی، وارد شدن و خارج شدن خودروهای دیگر، ترمز اضطراری و فناوری ارتباط خودرو به خودرو (V2V) به نمایش گذاشته شد.
1. ↑  Zabat, Stabile, Frascaroll, Browand, "The Aerodynamic Performance of Platoons", Path Research Report, ISSN 1055-1425, archived from the original on 2011-07-19{{citation}}:  نگهداری یادکرد:نام‌های متعدد:فهرست نویسندگان (link)
2. ↑  Rostami-shahrbabaki, Majid; Haghbayan, Seyed Arman; Akbarzadeh, Meisam; Bogenberger, Klaus (13 July 2022). On the Technical Feasibility of Vehicle to Vehicle Charging for Electric Vehicles via Platooning on Freeways. European control conference. London: IEEE. pp. 503–537.
3. ↑  Greenberg, Andy. "Hackers Hijack a Big Rig Truck's Accelerator and Brakes". Wired.
4. ↑  "Security experts hack into moving car and seize control". Reuters. 21 July 2015.
5. ↑  "Commercial Vehicle Hacking: The New Hacking Frontier? - Kodsi Forensic Engineering Inc". 4 November 2015.
6. ↑  Truck RPM Control در یوتیوب
7. ↑  Carl Bergenhem, Henrik Pettersson, Erik Coelingh, Cristofer Englund, Steven Shladover, Sadayuki Tsugawa, "Overview of Platooning Systems", ITS World Congress, Vienna, 22–26 October 2012, https://publications.lib.chalmers.se/records/fulltext/174621/local_174621.pdf
8. ↑  Guttenberg, Matthew; Sripad, Shashank; Viswanathan, Venkatasubramanian (2017). "Evaluating the Potential of Platooning in Lowering the Required Performance Metrics of Li-Ion Batteries to Enable Practical Electric Semi-Trucks". ACS Energy Letters. 2 (11): 2642–2646. doi:10.1021/acsenergylett.7b01022.
9. ↑  Engineering Newsletters - ASME بایگانی‌شده  در ۲۰۱۰-۰۷-۰۵ توسط Wayback Machine. Memagazine.org. Retrieved on 2013-09-04.
10. ↑  "Auburn engineers collaborate with industry partners on truck platooning project". eng.auburn.edu. 2013-12-12. Retrieved 2023-08-09.
11. ↑  GCC staff (2010-12-11). "EU SARTRE road platooning project moving to testing phase; firsts tests of two-vehicle train by end of year". Green Car Congress. Retrieved 2013-11-25.
12. 1 2  GCC staff (2012-01-24). "SARTRE project completes first successful on-road demo of multiple vehicle platooning". Green Car Congress. Retrieved 2013-11-25.
13. ↑  "Archived copy". Archived from the original on 2022-01-19. Retrieved 2017-01-15.{{cite web}}:  نگهداری یادکرد:عنوان آرشیو به جای عنوان (link)
14. ↑  "Successful Autonomous Driving Technology Tests for Truck Platooning". Ministry of Economy, Trade and Industry (METI). 5 March 2021. Retrieved 28 April 2022.
15. ↑  "WHAT IS PLATOONING?". 《Stock Logistic》. Retrieved June 27, 2019.
16. ↑  "S. Korea to demonstrate first truck platooning on public road". 《Pulse News》. Retrieved November 26, 2020.